# Langar

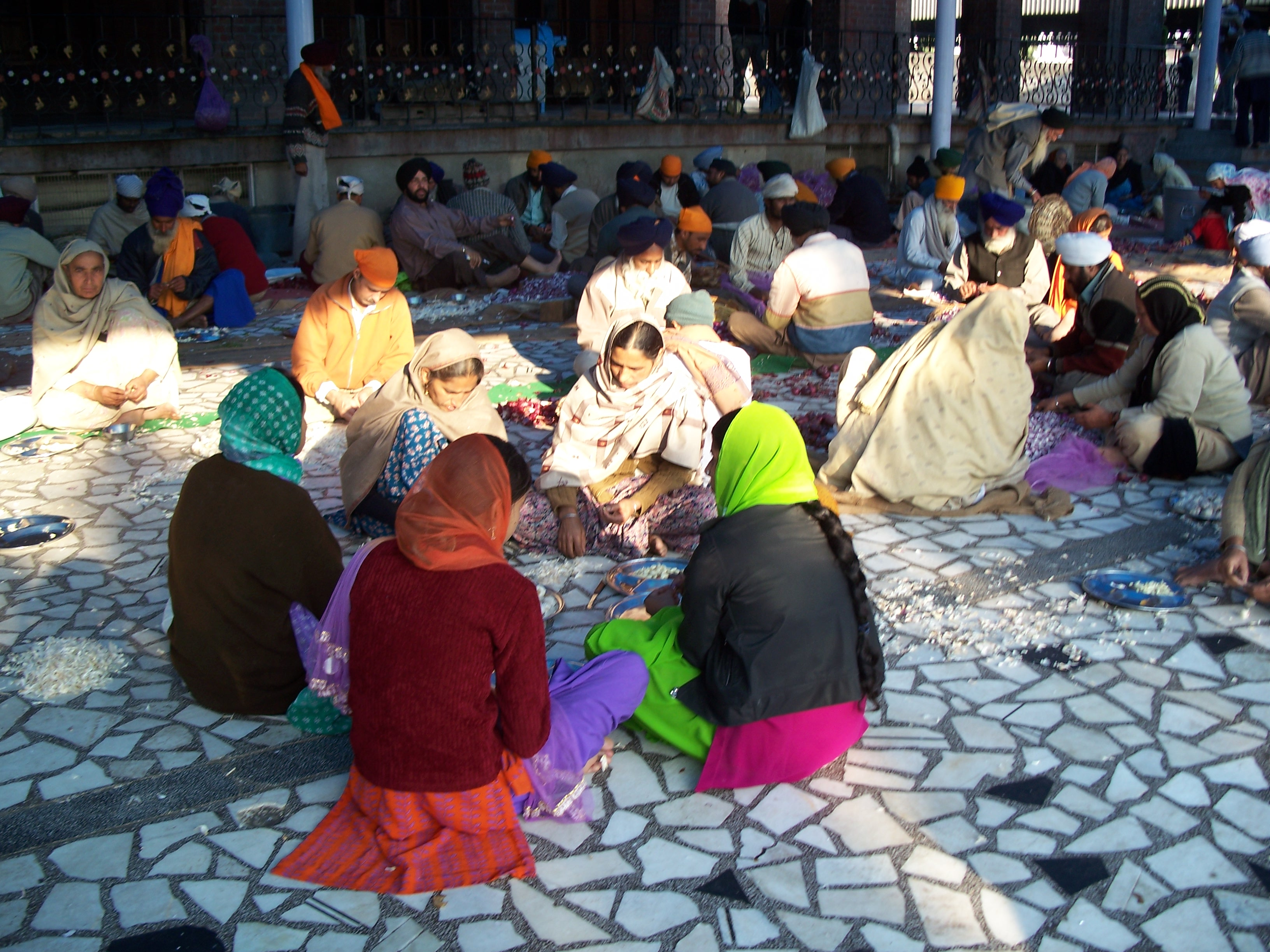
Des volontaires préparant la nourriture pour le langar du Temple d'Or.

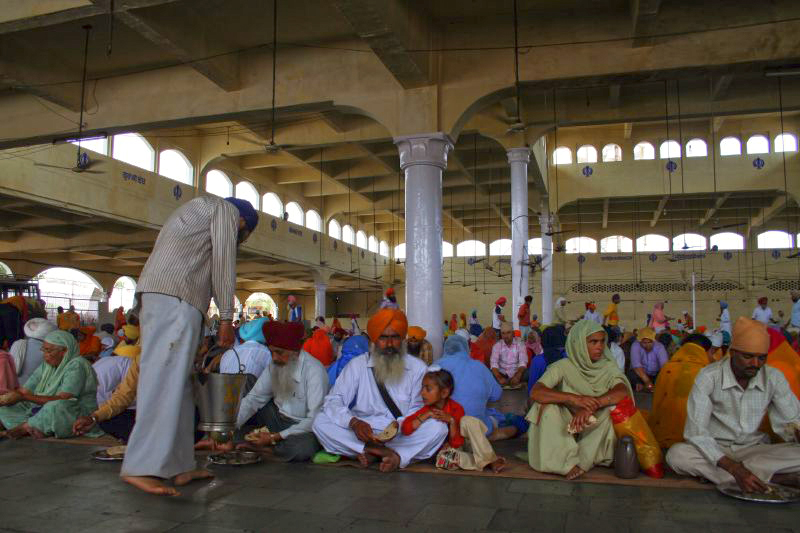
Le langar du Takht Keshgarh Sahib.

Le Langar,  (Punjabi : ਲੰਗਰ , Hindi : लंगर), est un concept de restauration retrouvé dans le sikhisme et dans l'hindouisme. Dans la langue perse, le mot langar signifie hospice, ou, asile pour pauvres.
Pour les sikhs, il s'agit de la cuisine commune placée dans un temple, le gurdwârâ où mange tout un chacun gratuitement. Le mot cantine convient aussi en français. La nourriture est végétarienne car elle permet à tous de manger sans distinction. C'est par principe d'égalité. Le langar est ouvert aux sikhs comme aux non-sikhs.
Guru Nanak, le premier guru sikh, a lancé ce concept au XVIe siècle, concept révolutionnaire pour l'époque car il voulait respecter toutes les personnes sans distinction de religion, de caste, de couleurs, de croyance, d'age, de sexe ou de statut social. Guru Angad qui a répandu ce concept, cuisinait et servait dans les langars. Page 967 du Guru Granth Sahib, les mérites de sa femme et son hospitalité sont vantés. Le sikh doit donc travailler pour lui et sa famille, mais aussi pour le temple et son langar auquel il peut donner des denrées.
Au Temple d'Or, selon certaines sources 100 000 repas sont servis tous les jours; et à Delhi, les langars sikhs servent plus de 50 000 repas quotidiens. Des donateurs fournissent les moyens, des bénévoles assurent la préparation et la vaisselle. Dans tout gurdwârâ d'une certaine ampleur il y a un langar.
Le langar est symbole de la charité des sikhs envers tout un chacun. De plus, par le rôle des bénévoles dans la préparation de la nourriture comme dans le service, il met en exergue le service désintéressé, ou sewa, valeur importante également dans cette religion. 

## Source
- Langar dans wikipédia en anglais.